# Saint-Pancrasse
Saint-Pancrasse är en kommun i departementet Isère i regionen Auvergne-Rhône-Alpes i sydöstra Frankrike. Kommunen ligger i kantonen Le Touvet som tillhör arrondissementet Grenoble. År 2018 hade Saint-Pancrasse 489 invånare.

## Befolkningsutveckling
Antalet invånare i kommunen Saint-Pancrasse
Referens:INSEE